# Cruel Melody
Cruel Melody è il primo album dei Black Light Burns.
Presenta sonorità industrial metal grazie agli ex componenti dei Nine Inch Nails e A Perfect Circle, ma anche rock, metal e alternative grazie all'ex Limp Bizkit, Wes Borland. 
La traccia 7, "I Have a Need", è un vecchio demo dei Limp Bizkit risalente ai tempi dell'album The Unquestionable Truth (Part 1), scartato da questi ultimi perché considerato inadatto all'album, venne quindi ripreso da Wes Borland per I Black Light Burns.
La traccia 13, "Iodine Sky", è una strumentale.

## Tracce
1. Mesopotamia – 4:27
2. Animal – 4:08
3. Lie – 4:19
4. Coward – 4:36
5. Cruel Melody – 5:00
6. The Mark – 3:13
7. I Have a Need – 4:24
8. 4 Walls – 3:51
9. Stop a Bullet – 3:37
10. One of Yours – 4:51
11. New Hunger – 5:25
12. I Am Where It Takes Me – 6:09
13. Iodine Sky – 8:31

### Tracce Bonus
1. "Kill the Queen" - 4:56
2. "Fall Below" (su iTunes) - 4:16
3. "Lie" (Idiot Pilot Remix) - 4:14

### Tracce Bonus Edizione Europea
1. "Mesopotamia" (Assyrian Mix) - 5:45
2. "Lie" (Seth Vogt Mix) - 6:27